# Bill Ivy

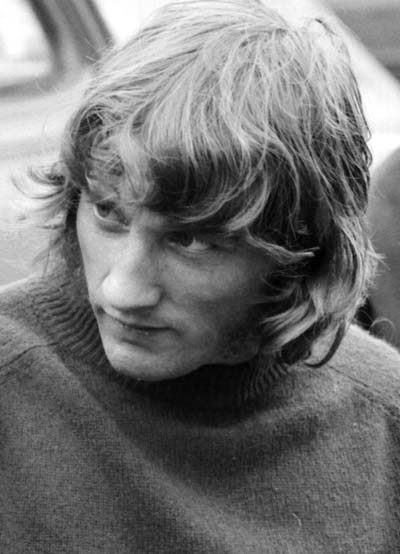
Bill Ivy, 1969

William David „Bill“ Ivy (* 27. August 1942 in Maidstone, England; † 12. Juli 1969 in Hohenstein-Ernstthal, DDR) war ein britischer Motorrad- und Automobilrennfahrer.
Er gewann im Jahr 1967 die Weltmeisterschaft in der 125-cm³-Klasse der Motorrad-Weltmeisterschaft auf Yamaha.
Bill Ivy gehörte in den 1960er Jahren zu den Superstars der Motorrad-Weltmeisterschaft. Er war nur ca. 1,60 m groß, galt als überaus talentiert und war als unbeugsamer Kämpfer bekannt. Er starb am 12. Juli 1969 nach einem Unfall beim Training zum Großen Preis der DDR am Sachsenring.

## Motorsportkarriere

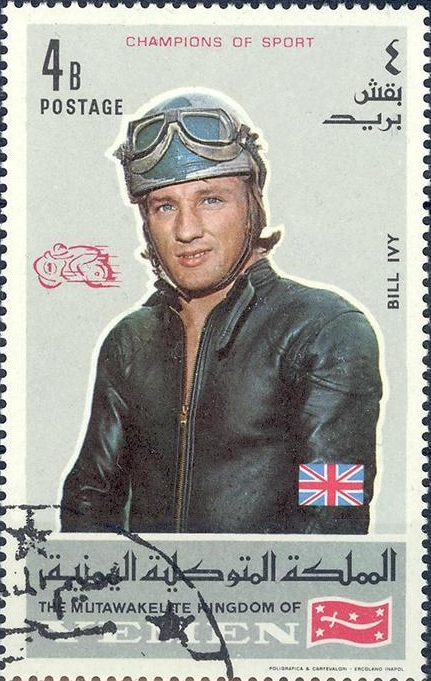
Ivy auf einer Briefmarke des Jemens 1969

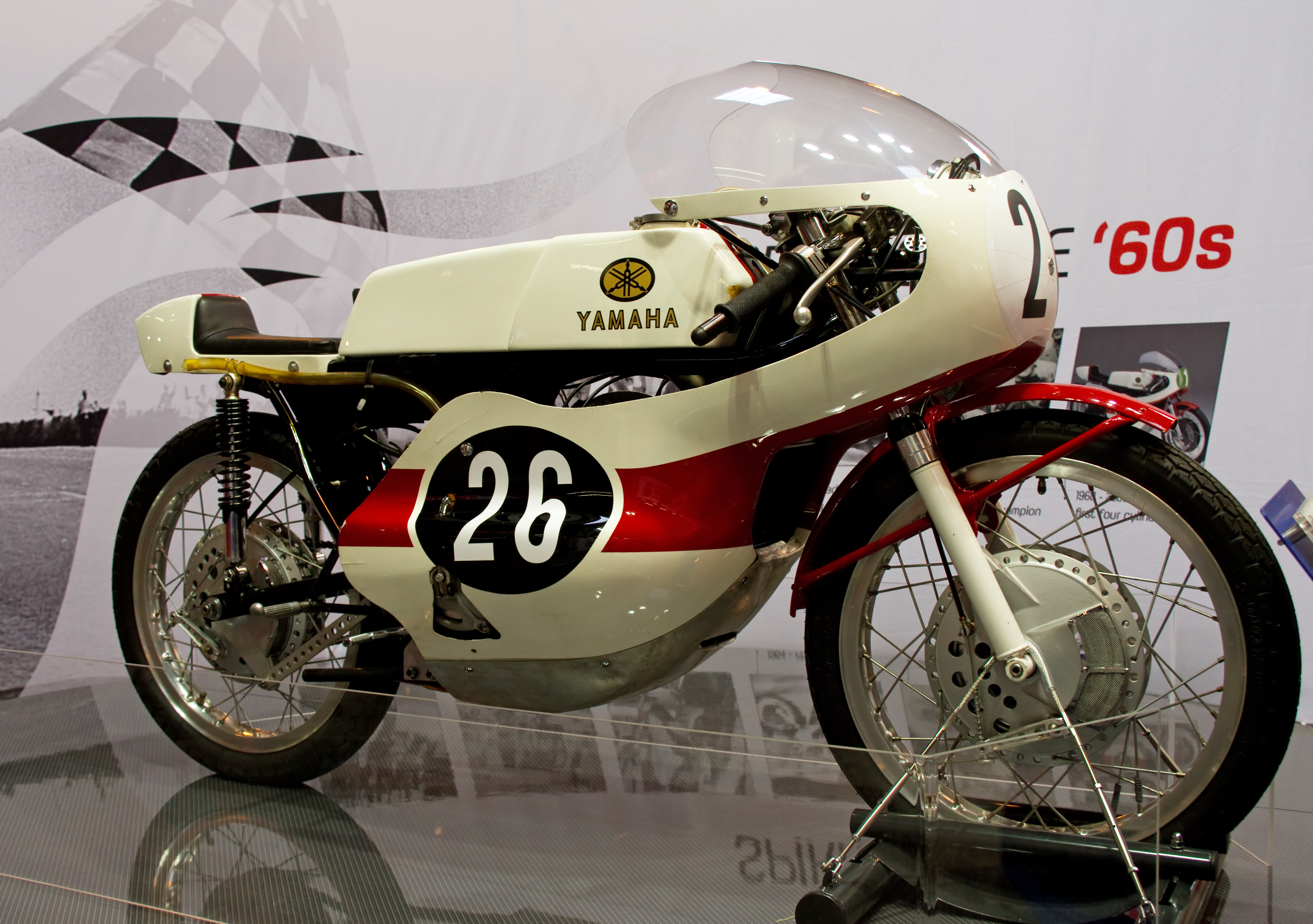
Ivys 125er-Yamaha

### Motorradrennen

#### Die Anfänge
Bill Ivy lernte das Motorradfahren auf dem Grundstück eines Freundes, dessen Eltern Farmer waren. Später arbeitete er bei einem Motorradhändler in seiner Heimatstadt Maidstone. Dieser entdeckte Ivys Talent für den Rennsport und stellte ihm sein erstes Rennmotorrad zur Verfügung. Sein erstes Motorradrennen bestritt der Brite im Jahr 1959 in Brands Hatch. Anfang der 1960er Jahre avancierte er zum ungekrönten König dieser Strecke und wurde schließlich von Frank Sheene, dem Vater des späteren 500-cm³-Doppelweltmeisters Barry Sheene, gefördert.

#### Saison 1965
In der Motorrad-WM debütierte er 1965 bei der Dutch TT in Assen in der 125-cm³-Klasse auf einer Yamaha. Im weiteren Saisonverlauf konnte Ivy mit Rang drei beim Großen Preis von Japan in der 250er-Klasse seinen ersten Podestplatz feiern.

#### Saison 1966
Ab der Saison 1966 startete Bill Ivy dann permanent als Yamaha-Werksfahrer und bestritt Rennen in den Klassen bis 125, 250 und 350 cm³. Bei den 125ern war er dabei am erfolgreichsten; mit vier Siegen und insgesamt sieben Podestplätzen bei sieben bestrittenen Rennen, wurde er mit sechs Punkten Rückstand auf den Schweizer Luigi Taveri Vizeweltmeister.

#### Saison 1967
In der Saison 1967 dominierte Ivy dann auf seiner Yamaha die 125-cm³-Weltmeisterschaft. Er trat bei zehn Rennen an und konnte dabei acht Siege und zwei zweite Plätze feiern. Mit 56 Punkten gewann er schließlich mit 16 Zählern Vorsprung vor seinem Landsmann und Markenkollegen Phil Read überlegen den Titel. In der 250er-Klasse wurde er mit zwei Siegen und neun Podiumsplatzierungen aus neun Rennen obendrein Dritter der Gesamtwertung.

#### Saison 1968
Auch in der Saison 1968 dominierten die Yamaha-Werksfahrer Ivy und Read die 125er- und die 250-cm³-Klasse. Der Hersteller sah vor, dass jeder der beiden einen Titel gewinnen sollte, Phil Read den in der 125-cm³-Klasse und Bill Ivy den 250er-Titel. Doch nachdem Read die 125er-WM eingefahren und Yamaha seinen Rückzug als Werksteam für das Saisonende verkündet hatte, ignorierte dieser die Stallorder und landete in der Gesamtwertung der 250er punktgleich mit Ivy auf Rang eins. Der Titel wurde schließlich anhand der gesamten Rennzeiten zu Gunsten von Read entschieden und für Ivy sprangen nur zwei Vizetitel heraus. Daraufhin gab Bill Ivy seinen Rücktritt vom Motorradrennsport bekannt und wollte stattdessen ab der nächsten Saison Formel-2-Rennen bestreiten.

#### Saison 1969
Trotz seines zunächst angekündigten Rücktritts nahm Bill Ivy, angeblich aus finanziellen Gründen, in der Saison 1969 weiterhin an der Motorrad-Weltmeisterschaft teil. Er startete in der 350-cm³-Klasse für den tschechoslowakischen Hersteller Jawa, der mit Ivys Hilfe plante, mit seinen neu entwickelten Vierzylinder-Zweitaktmaschinen den Kampf mit den übermächtigen MV-Agusta-Maschinen aufzunehmen. Ivy startete sehr vielversprechend in die Saison. Beim Großen Preis von Deutschland und bei der Dutch TT konnte er hinter Giacomo Agostini jeweils den zweiten Platz belegen.

### Automobilrennen
Parallel zu seinem Einsatz in der Motorradweltmeisterschaft 1969 debütierte Ivy im Frühjahr 1969 im Automobilrennsport. Ivy bestritt sechs Formel-2-Rennen, von denen zwei zur Europameisterschaft zählten. Zur Vorbereitung hatte sich Ivy einige Monate zuvor einen älteren Lotus gekauft, mit dem er auf dem Thruxton Circuit übte.
In der Formel-2-Europameisterschaft setzte Ivy einen gebrauchten Brabham BT23C-Cosworth FVA ein, der im Jahr zuvor von Alan Rees gefahren worden war. Ivy trat für das privat organisierte Team Paul Watson Racing Organisation an; technisch wurde der Wagen überwiegend von den Mechanikern des Williams-Teams betreut.
Bill Ivys erstes Automobilrennen war das British Automobile Drivers Club „200“, das am 7. April 1969 in Thruxton ausgetragen wurde. Im Qualifikationstraining fuhr er die zweitbeste Zeit und ging hinter Jochen Rindt ins Rennen. Im ersten Halbfinale seines ersten Formel-2-Rennens am 7. April 1969 in über 15 Runden belegte er den vierten Platz, fiel aber im Finale über 50 Runden mit Motorschaden in Runde 34 aus. Drei Wochen später trat Ivy beim ADAC-Eifelrennen auf der Nordschleife des Nürburgrings hatte er einen schweren Unfall. Im Streckenabschnitt „Schwalbenschwanz“ kam er von der Fahrbahn ab und flog mit seinem Auto in den Wald. Der Brabham wurde schwer beschädigt. Sechs Wochen später bestritt Ivy den Grote Prijs van Limborg, ein Rennen im belgischen Zolder, das nicht zur Meisterschaft zählte. Ivy beendete das Rennen auf dem fünften Platz; das war seine beste Platzierung bei einem Automobilrennen. Beim anschließenden Rhein-Pokalrennen auf dem Hockenheimring, das ebenfalls keinen Meisterschaftsstatus hatte, startete Ivy neben Peter Westbury aus der ersten Reihe. Ivy führte das Rennen einige Runden lang an, bevor er infolge eines technischen Defekts vorzeitig ausfiel. Eine Woche später meldete sich Ivy für die Lotteria di Monza. Nach dem ersten Zeittraining kam es infolge einer Meinungsverschiedenheit über bestimmte Teamunterlagen zu einer Schlägerei zwischen Ivy, seinem Mechaniker und einem Sportkommissar. Ivy wurde in der Folge auf Drogeneinfluss untersucht, erhielt aber einen negativen Befund. Er verzichtete daraufhin auf eine Rennteilnahme. Gemeldet war er auch für das zur Europäischen Formel-2-Meisterschaft zählende IV. Flugplatzrennen Tulln-Langenlebarn in der Nähe von Wien am 13. Juli 1969. Am Tag vor dem Rennen starb Ivy infolge eines Unfalls beim Training zu einem Motorradrennen.

### Tödlicher Unfall
Am 12. Juli 1969, beim Training zum fünften Saisonlauf der 350-cm³-Klasse, dem Großen Preis der DDR am Sachsenring, verunglückte Bill Ivy in dem Teilstück vor der Badberg-Kurve tödlich. Als Ursache des Sturzes wurde ein Kolbenfresser in Folge eines zerstörten Pleuellagers des linken unteren Zylinders an seiner Jawa 350 V4 (Typ 673A) ermittelt. Bill Ivy, der sich möglicherweise gerade den Helm richtete und deshalb die linke Hand nicht am Kupplungshebel hatte, wurde von seinem Motorrad gegen den Pfeiler eines Zaunes geschleudert. Dabei zog er sich schwere Verletzungen an Kopf und Thorax zu, an welchen er wenig später im Krankenhaus verstarb.
In seiner kurzen Karriere nahm Ivy an 46 Grand-Prix-Rennen teil, von denen er 21 gewann und insgesamt 42 Podiumsplatzierungen erreichte.

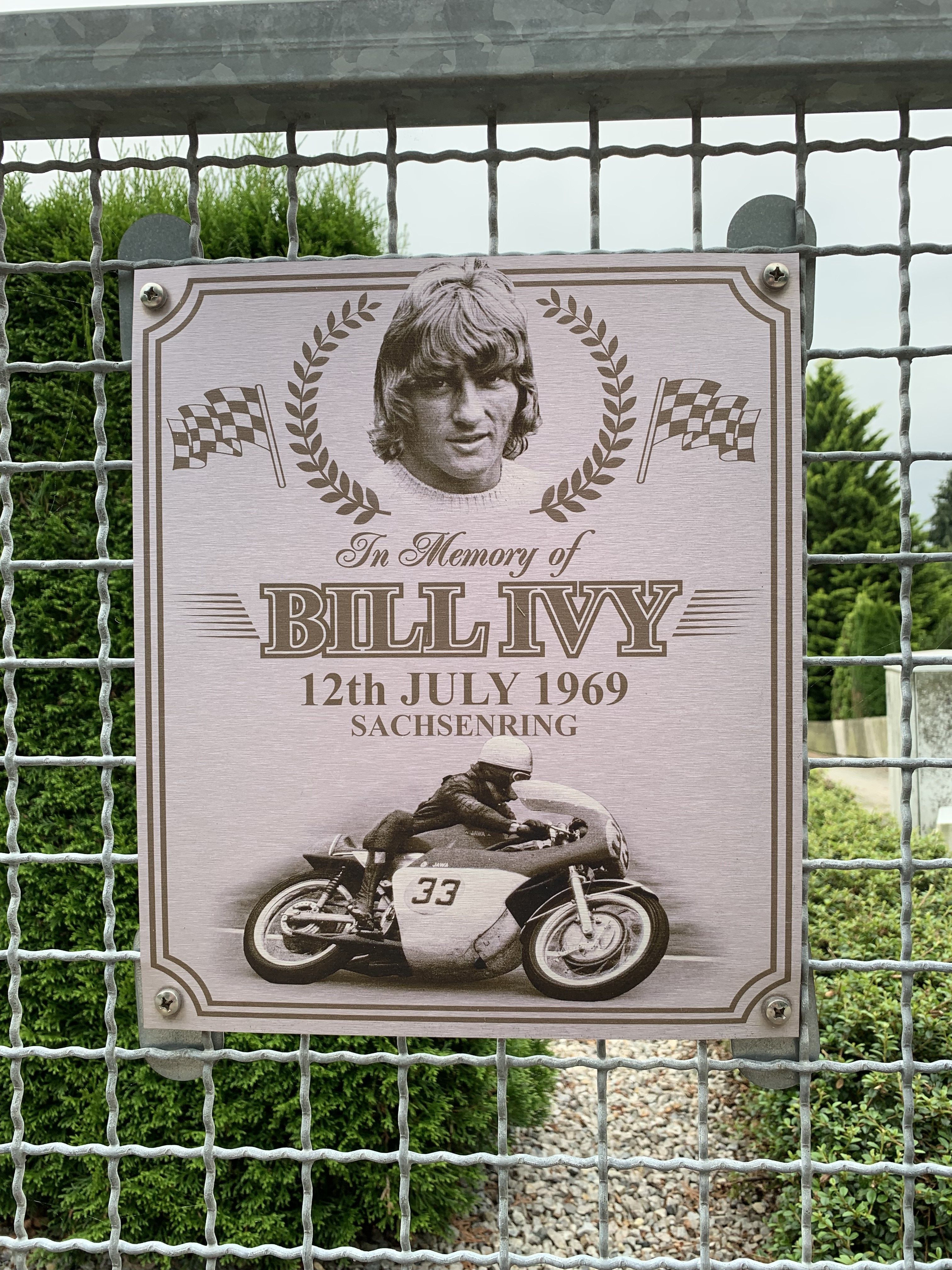
Erinnerungstafel auf Höhe der Unfallstelle für Bill Ivy

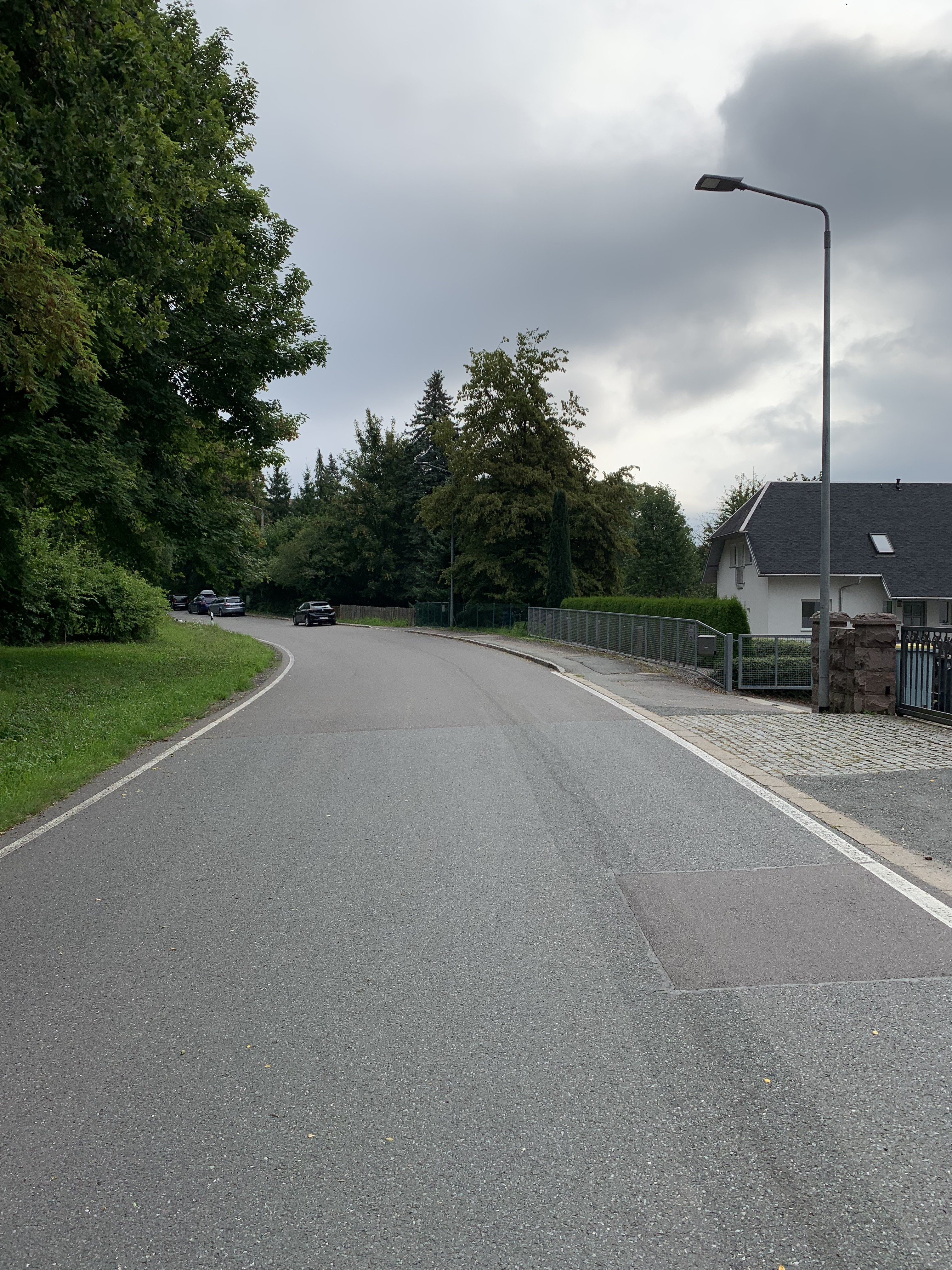
Die Unfallstelle am alten Sachsenring, rechts, zu Beginn der Hecke

## Zitate
„Ich muss das Leben so leben, weil es so aussieht, dass dieses Leben nicht mehr lange dauert.“

„Ich bewunderte Bill Ivy. Er hatte mehr natürliches Talent als jeder andere, den ich beim Einstieg in den Motorsport erlebt habe.“

“Billy Ivy was that sort of driver that was driving over his ability and over his experience. Consequently he would come off or be so near the limit that he could come off”

„Bill Ivy war ein Fahrer, der schneller fuhr als seine Fähigkeiten und seine Erfahrung erlaubten. Deshalb kam er oft von der Strecke ab oder war kurz davor abzukommen.“

## Statistik

### Erfolge
- 1967 – 125-cm³-Weltmeister auf Yamaha
- 21 Grand Prix-Siege

### Isle-of-Man-TT-Siege
| Jahr | Klasse                    | Maschine | Durchschnittsgeschwindigkeit |
| ---- | ------------------------- | -------- | ---------------------------- |
| 1966 | Lightweight 125 (125 cm³) | Yamaha   | 97,66 mph (157,17 km/h)      |
| 1968 | Lightweight 250 (250 cm³) | Yamaha   | 99,58 mph (160,26 km/h)      |

### In der Motorrad-Weltmeisterschaft
| Saison | Klasse  | Ergebnis    | Maschine | Siege |
| ------ | ------- | ----------- | -------- | ----- |
| 1965   | 125 cm³ | 13.         | Yamaha   | 0     |
| 1965   | 250 cm³ | 16.         | Yamaha   | 0     |
| 1966   | 125 cm³ | 2.          | Yamaha   | 4     |
| 1966   | 250 cm³ | 13.         | Yamaha   | 0     |
| 1966   | 350 cm³ | 11.         | Yamaha   | 0     |
| 1967   | 125 cm³ | Weltmeister | Yamaha   | 8     |
| 1967   | 250 cm³ | 3.          | Yamaha   | 2     |
| 1968   | 125 cm³ | 2.          | Yamaha   | 2     |
| 1968   | 250 cm³ | 2.          | Yamaha   | 5     |
| 1969   | 350 cm³ | 10.         | Jawa     | 0     |

## Verweise